# Serra del Pelats
La Serra del Pelats és una serra situada al municipi de Sant Pau de Segúries a la comarca del Ripollès, amb una elevació màxima de 1.302 metres.